# 조성진 (1985년)
조성진(1985년 1월 17일 ~)은 대한민국의 마술사다.

## 방송
- 고마워 웃게해줘서 (2010)
- 코리아 갓 탤런트 1 (2011) - Top10
- 이은결 김원준의 TOP 매직 (2012)

## 공연
- 이은결 사단의 팝매직 콘서트 ESCAPE (2011)